# Frangula capreifolia
Frangula capreifolia là một loài thực vật có hoa trong họ Táo. Loài này được (Schltdl.) Grubov mô tả khoa học đầu tiên năm 1949.